# Reddingsboatreed
De Reddingsboatreed is een straat met vier monumentale panden in de Friese plaats Moddergat.

## Geschiedenis
De straat dankt haar naam aan de reddingsboot, die hier omstreeks 1878 in een loods gestationeerd werd. Enkele jaren daarvoor had dr. L.A. Buma uit Makkum een legaat van ƒ 12.000 geschonken aan de Noord- en Zuid-Hollandsche Redding-Maatschappij om aan de Friese kust een reddingsstation te vestigen. De reddingmaatschappij koos Moddergat uit als plaats van vestiging en kocht een terrein voor de bouw van een loods, waar de nieuwe reddingsboot, de "L.A. Buma" werd ondergebracht. De eerste reddingsactie vond plaats in 1881. Bij actie moest de reddingsboot vanuit de loods met behulp van paarden en katrollen over de dijk worden gesleept. Aanvankelijk stond de loods bij de dijk, maar werd later verplaatst naar het einde van de Reddingsboatreed. Het station heeft tot 1941 dienstgedaan. De taak werd daarna overgenomen door de reddingsboot van Schiermonnikoog.
De bebouwing aan de Reddingsboatreed dateert uit de periode rond 1800. De panden aan de westelijke zijde met de nummers 2, 4, 6 en 8 zijn erkend als rijksmonument en vormen volgens Stenvert [et al.] "een aardig ensemble". Reddingsboatreed 2 werd in 1757 gebouwd (het jaaranker "1795" is bij een latere restauratie aangebracht en niet juist). Reddingsboatreed 4 is in 1815 gebouwd op een van Reddingsboatreed 2 afgescheiden gedeelte van het perceel. Reddingsboatreed 6 en 8 dateren beide uit 1796. Reddingsboatreed 6 bezat een tegeltableau met de afbeelding van een kofschip gemaakt door Meindert Jans Vogelzang. Een vorige eigenaar heeft het tableau verkocht, maar het is na wat omzwervingen weer terug in Moddergat.

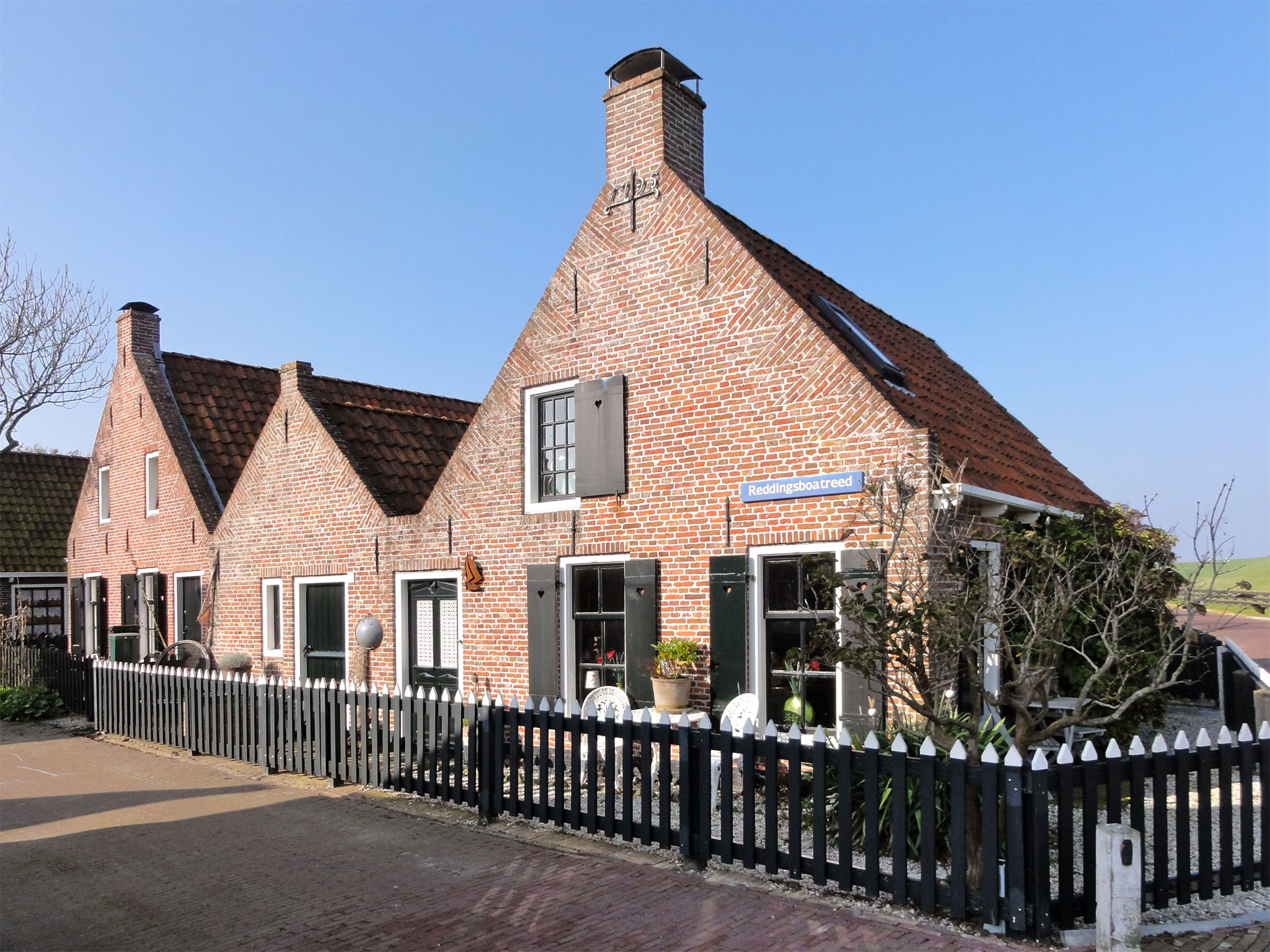
Reddingsboatreed 2 Moddergat
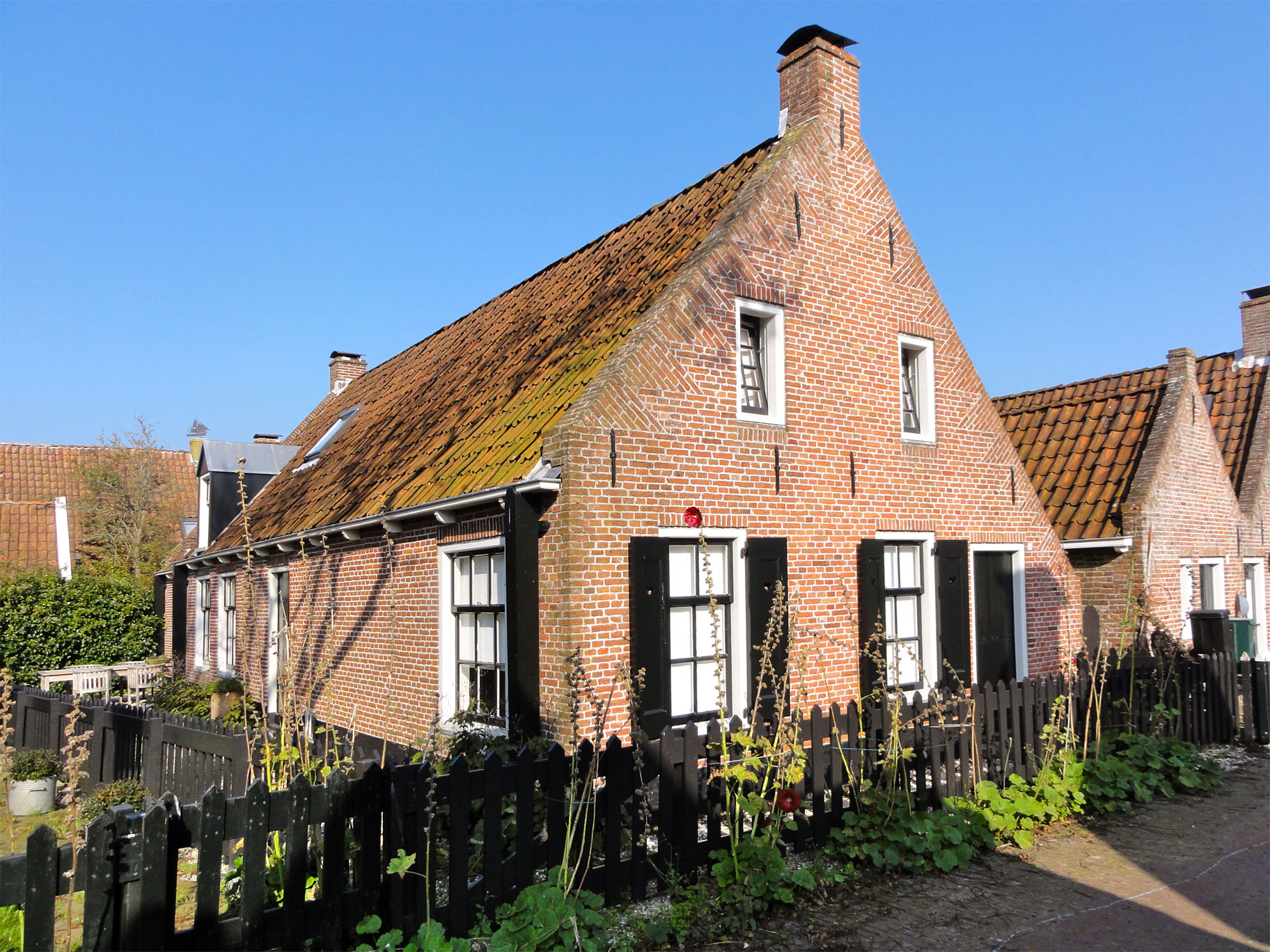
Reddingsboatreed 4 Moddergat
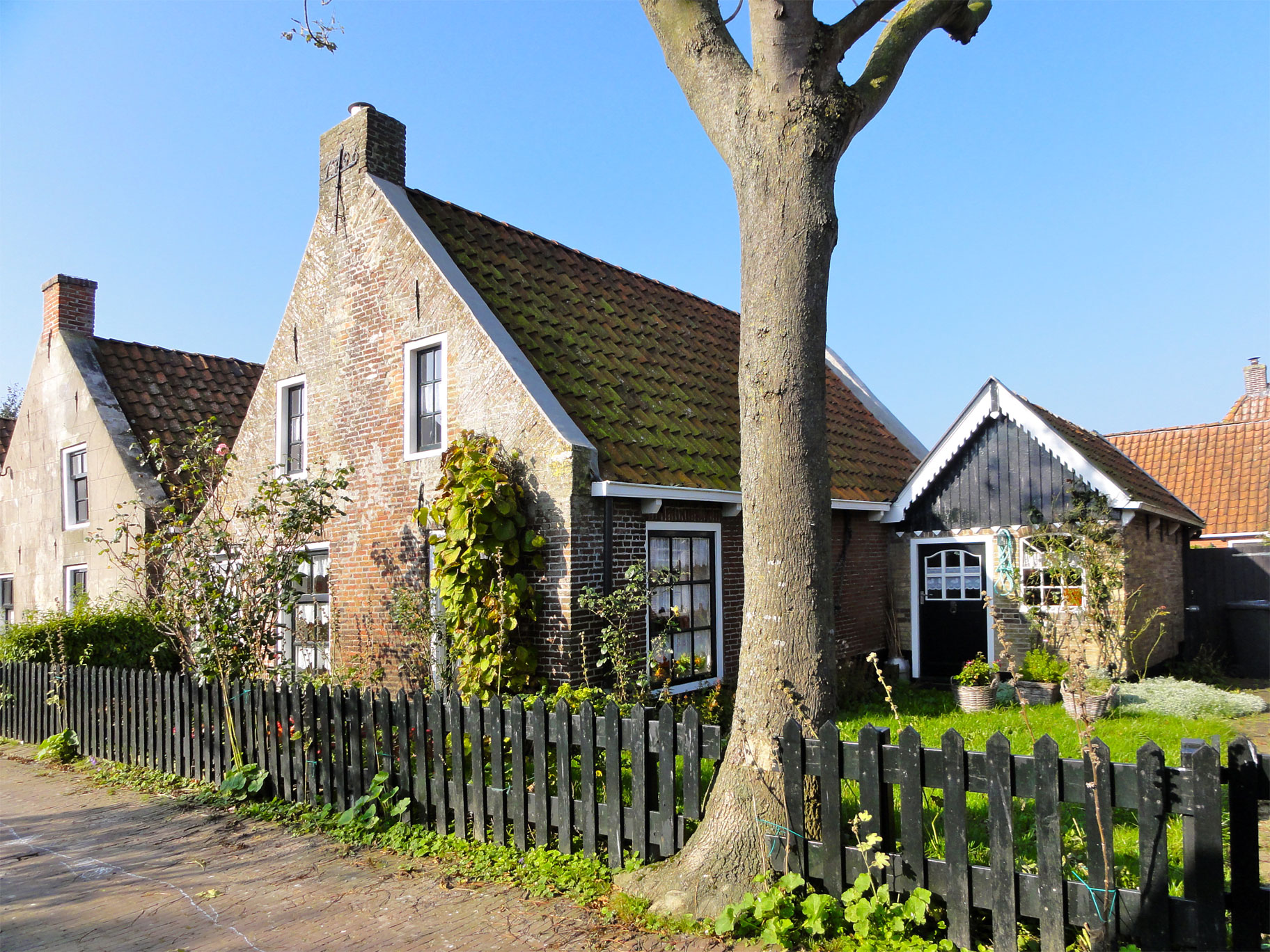
Reddingsboatreed 6 Moddergat
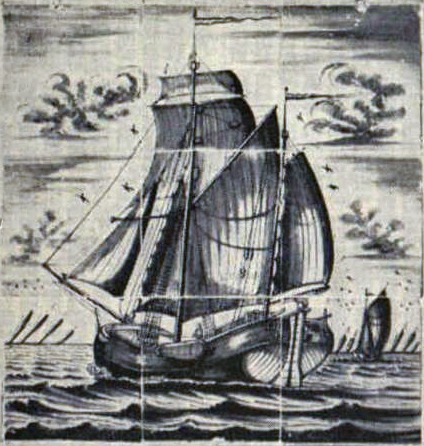
Tegeltableau (oorspronkelijk in Reddingsboatreed 6)
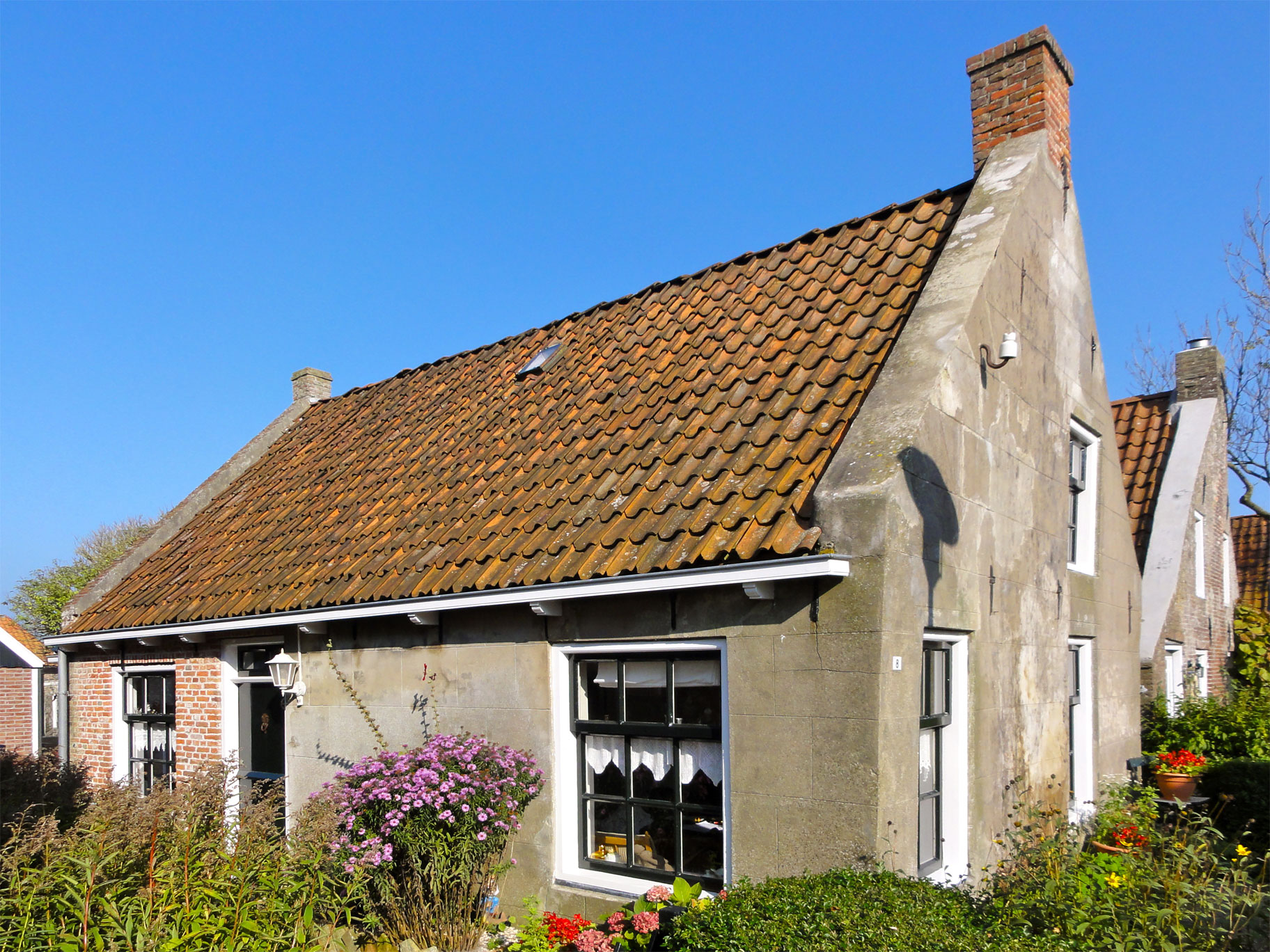
Reddingsboatreed 8 Moddergat